# Richard Ochoa
Richard Ochoa Quintero (Valencia, 14 de febrero de 1984 - Caracas, 19 de julio de 2015) fue un ciclista profesional venezolano.

## Palmarés
2004
- 1º en Campeonatos Panamericanos, Pista, Carrera por puntos,  Venezuela

2005
- 1º en 2ª etapa parte B Vuelta a Portuguesa, Acarigua  Venezuela
- 1º en Clasificación General Final Vuelta a Portuguesa  Venezuela

2006
- 1º en XX Juegos Centroamericanos y del Caribe, Pista, Carrera por Puntos,  Colombia
- 1º en 3ª etapa Vuelta Independencia Nacional, Barahona  República Dominicana
- 1º en 7ª etapa parte a Vuelta Independencia Nacional, Santiago de los Caballeros  República Dominicana
- 1º en Clasificación General Final Vuelta Independencia Nacional  República Dominicana
- 1º en 2ª etapa parte a Vuelta a Yacambu-Lara, El Tocuyo  Venezuela
- 1º en Clasificación General Final Vuelta a Yacambu-Lara  Venezuela

2008
- 1º en 7ª etapa Vuelta a Venezuela, San Juan de los Morros  Venezuela

2009
- 1º en 4ª etapa Vuelta a Lara, Barquisimeto  Venezuela

2010
- 1º en XXI Juegos Centroamericanos y del Caribe, Pista, Scratch,  Puerto Rico

2012
- 1º en Campeonato Nacional, Pista, Persecución por Equipos,  Venezuela
- 1º en Campeonato Nacional, Pista, Carrera por puntos,  Venezuela
- 1º en Campeonato Nacional, Pista,  Venezuela

2013
- 1º en Clásico Cámara de Comercio Puerto Cabello  Venezuela
- 1º en Campeonato Nacional, Pista, Madison  Venezuela
- 2º en Juegos Bolivarianos, Pista, Persecución por equipos  Perú
- 3º en Juegos Bolivarianos, Pista, Madison  Perú

## Equipos
- 2006  Gobernación de Carabobo
- 2007  Gobernación de Carabobo
- 2008  Serramenti PVC Diquigiovanni Androni Giocattoli
- 2009  Gobernación del Zulia
- 2014  Gobernación de Carabobo